# Zendmast Wieringermeer
De Zendmast Wieringermeer is een voormalige televisiezendmast die sinds 2007 louter nog in gebruik is voor radio-uitzendingen, straalverbindingen en mobiele telecommunicatie. Het bouwwerk staat aan de Noorderdijkweg aan de rand van het Robbenoordbos in de Wieringermeer ten zuidoosten van Den Oever.
De officiële ingebruikstelling van het zend-ontvangstation werd op 13 september 1967 verricht door de waarnemend commissaris der koningin in Noord-Holland, de heer J. de Jong Czn, die Lopik telefonisch verzocht de kleuren-tv-zenders te starten. (Kleurentelevisie werd een week later officieel in Nederland geïntroduceerd.)
De mast is een kortere versie van de zendmast die in/op de Gerbrandytoren staat.

## Constructie
De zendmast Wieringermeer met het erbij behorende zendergebouw werd in opdracht van de Nozema tusen 1964 en 1966 gebouwd ter vervanging van de tv-frequentiewisselaar op de vuurtoren van Huisduinen bij Den Helder. De mast en het betonnen zendergebouw zijn ontworpen door de Rijksgebouwendienst in nauw overleg met de PTT.
Op 2 september 1964 is de  eerste van zeventig  Franki-palen geslagen voor de drie betonnen tuiblokken, zendergebouw en de fundering. Het eerste beton voor de fundering van de mast werd op 14 januari 1965 gestort. Na vier maanden opbouw van de getuide buismast met daarop de vierkante tv-antennehouder werd op 4 augustus 1965  het hoogste punt van 200,5 meter boven NAP bereikt, oftewel ruim 203 meter boven het maaiveld.
Omdat de mast niet meer in gebruik is voor televisie, is de in 1987 geplaatste, rood-wit gekleurde, met glasvezelversterkte kunststof cilinder, met daarin de televisie zendantenne door een gespecialiseerd helikopterbedrijf uit Zwitserland op 4 december 2007 met een Super Puma helikopter in drie delen van de top afgehaald. De mast meet sindsdien circa 186 meter (boven het maaiveld).

## Gebruik
Van 24 december 1966 tot en met 10 december 2006 heeft de zendmast dienstgedaan voor de verzorging van analoge  televisie-uitzendingen van de publieke omroep in een deel van de provincies Noord-Holland en Friesland. Sinds april 1967 dient de mast als radiozendmast voor FM-frequenties en sinds 2013 voor digitale radio (DAB+).